# P.T.O. II
P.T.O. II (Teatro de operaciones del Pacífico), lanzado como Teitoku no Ketsudan II (提督 の 決断 II) en Japón, es un videojuego de estrategia Koei que describe el conflicto entre Estados Unidos y Japón durante la Segunda Guerra Mundial. El videojuego es una secuela de P.T.O. Fue lanzado originalmente en 1993 para el NEC PC-9801 y desde entonces se ha portado a varias plataformas, como Super Nintendo.
La versión NEC PC-9801 vino con un paquete de mejoras. Se lanzó una versión exclusiva en Japón para el sistema operativo MS-DOS; también funciona en sistemas operativos Windows desde 3.1 hasta Windows ME.

## Gameplay
P.T.O. II es un juego por turnos, y cada turno consta de una fase de movimiento y una fase de plan. Durante la fase de movimiento, el jugador maniobra sus naves a lo largo de un mapa no basado en cuadrículas.
Los jugadores japoneses ahora pueden invadir todos los lados de América del Norte a través del Canal de Panamá; traer un transporte de tropas para invadir Washington D. C. Se aplican restricciones en este juego ya que los jugadores japoneses no pueden reponer sus tropas en un puerto no japonés como Bangkok, por ejemplo. Debido a limitaciones, no hay forma de recuperar daños para la Fuerza Aérea. Los jugadores no pueden cambiar los modelos de aviones más antiguos por los más nuevos. Si el número de aviones de las unidades base del Air Corps y los portaaviones se ha reducido significativamente en la batalla, las tropas solo pueden reorganizarse en diferentes patrones.
Tomando el control de las fuerzas navales de ambas naciones, cada bando intenta ser más astuto que el otro. Las fuerzas navales pueden equiparse con nueva tecnología cuando esté disponible. Pueden manejar armas antiaéreas, radares, dispositivos de puntería, unidades de descifrado, armas incendiarias, lanzallamas y armas de misiles. Siempre que los estadounidenses estén a punto de ganar el juego o logren algunas victorias, el juego puede hacer que Adolf Hitler diga algunas palabras desagradables sobre las Fuerzas Aliadas. Las batallas entre aviones, barcos y soldados de infantería se muestran a medida que se resuelve la batalla por una región determinada. Los barcos pueden interceptarse entre sí en el mapa mundial y participar en una sesión de combate improvisada. Sin embargo, con las victorias perpetuas en la conferencia junto con el poder de combate de las unidades, se ha mejorado el poder nacional de los japoneses. Muchas unidades y una infraestructura dedicada podrían superar el poder nacional de los Estados Unidos unos años después de comenzar una guerra contra ellas, provocando un colapso en el equilibrio del juego.
La misión final del juego tiene un nivel de dificultad extremo para el jugador que controla el lado japonés. Durante el transcurso del escenario, las fuerzas japonesas se vuelven cada vez más suicidas y dependen del famoso acorazado japonés Yamato en un intento desesperado por cambiar el rumbo contra las fuerzas angloamericanas. Al jugar toda la campaña desde 1940 hasta el amargo final de la Segunda Guerra Mundial en Asia, el jugador promedio puede completar el juego en aproximadamente 40 horas.

## Recepción
En el lanzamiento, la revista Famitsu calificó la versión Super Famicom del juego con un 23 de 40. Bro 'Buzz de GamePro lo llamó "una simulación de guerra interesante que definitivamente es para jugadores maduros con un gran interés en la historia, una mente para los números y mucho tiempo matar." Sin embargo, encontró los gráficos demasiado limitados y criticó la música repetitiva.
Art Angel de GamePro elogió los videos en movimiento completo y las animaciones de la versión de Saturn, diciendo que "transmiten un sentido de historia y fantasía". También estaba satisfecho con las intrincadas opciones y controles, y concluyó que, si bien es un poco más lento que Iron Storm, P.T.O. II sigue siendo un juego de estrategia interesante y divertido. Jeff Kitts de GameSpot elogió de manera similar la interfaz intrincada pero fácil de usar y la gran atención al detalle, y concluyó: "Puede que PTO II no sea el simulador de guerra más fascinante desde el punto de vista gráfico, pero para aquellos interesados en un simulador de guerra agradable, largo y completo -Guerra de escalas, este juego es solo el boleto ". A pesar de esto, le dio un 5,3 sobre 10.